# Annales des Maladies de la Peau et de la Syphilis
Annales des Maladies de la Peau et de la Syphilis («Anales de enfermedades de la piel y sífilis») fue una revista médica francesa fundada en 1843 por Pierre Cazenave. En 1844 se publicó el primer relato sobre el pénfigo foliáceo, escrito por Cazenave. La mayoría de los números fueron obras suyas y sus contenidos reflejan un resumen de su carrera en general.
En los últimos años de la revista se publicaron artículos que describían varios experimentos sobre la sífilis, incluido uno en el que Cazenave afirmaba haberse inoculado él mismo con la enfermedad. También contribuyeron William Wallace, Philippe Ricord y Vidal de Cassis.
La revista dejó de publicarse en 1852.

## Fundación
Annales des Maladies de la Peau et de la Syphilis fue establecida en 1843 por el dermatólogo francés Pierre Louis Alphée Cazenave, que se había formado con Jean-Louis-Marc Alibert en el Hôpital Saint-Louis. Se centró en las enfermedades de la piel y la sífilis.
La segunda revista dermatológica, se publicó cinco años después de Syphilidologie; ambas combinaron las especialidades de dermatología y venereología. En aquella época, Cazenave era profesor de medicina en el Hôpital Saint-Louis, donde utilizó sus observaciones para publicar en la revista.

## Contenido
Cazenave escribió él mismo la mayor parte del texto y su contenido refleja un resumen de su carrera en general. En ocasiones utilizó un nombre diferente como autoría.  Publicó el primer relato sobre el pénfigo foliáceo en la revista en 1844. En él también escribió sobre el lupus eritematoso.
A principios de la década de 1850 aparecieron varios informes sobre la «sifilización».  En su artículo titulado «Observations. Syphilide tuberculeuse. Ecthyma syphilitique. Périostosis. Inoculación avec succès du symptôme secondaire» (1850-1851), Cazenave afirmó haberse inoculado con sífilis. Recibió poca atención a diferencia de los experimentos de Johann von Waller en «Du caractère contagieux de la syphilis secondaire» (1850-1851), que daba cuenta de la infección de varios niños utilizando pus de presuntos casos de sífilis secundaria.
En un número posterior, los experimentos de la década de 1830 realizados por William Wallace de Dublín y Henri Bouley de Lourcine aparecieron en un artículo titulado «De la contagiot, par voie d'inoculation artificielle, des accidents consécutifs de la syphilis». En el número de noviembre de 1851 apareció un relato detallado de cómo Bouley volvió a infectar a una mujer con sífilis.
La revista dejó de publicarse en 1852.

## Lectura adicional
- Annales des maladies de la peau et de la syphilis (en francés) 4. Chez Labé. 1852.

- Datos: Q121115162
- Multimedia: Annales des maladies de la peau et de la syphilis / Q121115162